# Ingonde (épouse de Clotaire Ier)
Pour les articles homonymes, voir Ingonde.
Ingonde (en latin Ingundis), née vers 499, morte vers 546, est une reine des Francs de l'époque mérovingienne, épouse du roi Clotaire Ier, fils de Clovis.

## Biographie
Ingonde serait la fille de Clodomir II, roi des Germains de la région de Worms. Sa mère, Arnegonde, vient de Saxe. Elle devient la concubine de Clotaire Ier vers 517, puis elle l'épouse vers 532. Elle lui donne six enfants dont trois règnent par la suite :
- Caribert (vers 521-567), roi de Paris de 561 à 567 ;
- Gontran (vers 533-592), roi de Bourgogne de 561 à 592, roi de Paris de 584 à 592 ;
- Sigebert (vers 535-575), roi d’Austrasie de 561 à 575.

Ses trois autres enfants sont :
- Gonthaire ou Gonthier (Gunthacharius), né vers 517, mort après 532. Il participe vers 532 à une campagne militaire menée en Septimanie ;
- Childeric (Childebert[réf. nécessaire], Childericus), mort avant 561 ;
- Clodoswinthe, morte avant 567. Elle devient reine des Lombards en épousant le roi Alboïn, fils d'Aldoin.

Grégoire de Tours raconte qu'Ingonde aurait demandé à Clotaire de trouver un mari digne de la haute lignée pour sa sœur Arégonde : "Acceptez de désigner pour ma sœur, qui est aussi votre servante, un mari intelligent et riche, afin que je ne sois plus humiliée, mais que je vous serve plus fidèlement avec une plus grande fierté". Ébloui par la beauté de cette jeune fille, il aurait dit à sa femme pour lui annoncer la bonne nouvelle : ''Cherchant l'homme riche et intelligent qu'il me fallait marier à ta sœur, je n'ai trouvé personne de meilleur que moi. Apprends donc que je l'ai prise pour épouse, et je suppose que cela ne te déplaît pas". Cela veut dire que le roi ne trouva meilleur prétendant que lui-même et décida d'épouser sa propre belle-sœur. Cette situation n'aurait pas mis Ingonde en colère car au contraire, cela lui réjouissait beaucoup pour sa sœur : ''Que mon seigneur fasse ce qui lui semble bon, pourvu que sa servante ne perde pas ses bonnes grâces''. 
Elle meurt vers 546.